# Явче
Я́вче — село в Україні, у Рогатинській міській громаді Івано-Франківського району Івано-Франківської області.

## Географія
До 2020 територія Явченської сільської ради як адміністративно-територіальної одиниці займала площу 1939,6 га. Місцевість горбиста. Лісостепова зона. Відстань від села до центру громади м. Рогатин — 16 км, до обласного центру м. Івано-Франківськ — 64 км. Село знаходиться 7 км на захід від села Конюшки, через яке проходить автомобільний шлях Львів — Івано-Франківськ. Географічне положення села: 49* 25* північної широти, 24* 30* східної довготи.
Річки в селі немає, лише протікає потічок, котрий впадає у річку Свірж. Із населених пунктів сільської ради, с. Явче з такою назвою єдине село старовинне село на всю Україну.

## Історія

### Перекази
Зі слів старожилів с. Явче відомо, що назва села ніколи не змінювалась і пов'язують назву села із татарським словом «яма». Згідно з легендою, яка побутує в цій місцевості, під час одного нападу на Рогатинщину, татарські орди дійшли лісовими стежками аж до місця, де в наш час[коли?] розташоване с. Явне, але далі не змогли просунутись, бо їхній шлях перегородили непрохідні хащі та ями. Через такі перешкоди ординці змінили свій маршрут і напали на Рогатин, яке зруйнували майже дощенту і більшість жителів забрали у полон. Тоді і була полонена міщанка, дівчина-красуня Настя Лісовська, відома в історії як Роксолана Хуррем. Саму місцевість, яка стала на перешкоді ординцям, вони назвали Явне, що в перекладі означає Яма. Пізніше, коли нетрі були розчищені, тут появилось поселення, котре пізніше одержало свою назву Явне від назви місцевості Явче-Яма.
Село і сьогодні знаходиться у западині. Ця легенда дійсно донесла до нас відгомін тих історичних подій котрі спричинили назву урочища, а потім новоствореного села. Немає сумніву, що це тільки легенда, досить гарна, але немає жодного наукового обґрунтування. По-перше, татарське слово «яма» перекладається зовсім не ява, чи Явче. По-друге, як нам відомо з історії міст і сіл України, перша згадка про село Явче на Рогатинщині сягає 1441 року, а напад ординців на Рогатин відбувся у 1520 році, тобто через 85 років від часу першої згадки про село. В цьому випадку якщо наші предки називали поселення тільки пов'язані з татарськими нападами на наш край, то в такому випадку усі поселення у нашому краю були б суцільними похідними від татарських слів, а цього, як ми бачимо, не сталось.

## Назва
Походить від особового імені. У давні часи назви населених пунктів на Прикарпатті типу Данильче, Черче, Михальче, та інші, були досить поширеними. Письмові джерела «акта гродські і земські» просто рясніють назвами населених пунктів із закінченням на «че».

### Факти
22 липня 1423 р. львівський римо-католицький архієпископ Януш виміняв власне село Явче на Поточани в його власника Якуша. Після того Якуш став називатись Явецьким. Вдалось визначити, що йдеться власне про власників сіл Прикарпаття, а не про самі села, і ця дата є письмовою згадкою про село, а не датою заснування цього села. Воно вже на цей час існувало.
Наступну письмову згадку про село Явче, а точніше, про його власника Якуша Явецького маємо за 26 вересня 1435 року. Сумніватись у тому, що Якуш Явецький (прізвищ у ті часи не існувало) є власником іншого села на Рогатинщині не доводиться, тому що з такою назвою це єдине село на всю Україну, а можливо й на весь світ.
Згадується село 30 травня 1440 року і 6 березня 1441 року у книгах галицького суду.
Жителі села взяли активну участь у повстанні за часів Богдана Хмельницького. На замок міста Журова напали селяни з сіл Явче, Воскресінці, Васьчина і разом з іншими сусідами пограбували його. З 1859 року, внаслідок люблінської унії, село належало Польщі. В селі, станом на 01.01.2011 року нараховується 247 господарств із населенням 419 жителів.
Десь в середині 18 ст. один із найбільших власників землі грабі Кельнер (в той час у селі налічувалось 72 двори) поділив свої землі між синами Яном і Юзефом. Внаслідок цього поділу за 3 км. На північ від Явче виник хутір (двір Городьків). Згодом власник цього двору віддав східну частину синові Радвану. Так виник хутір Радванів (Радванівка). Це було переважно польські поселення. Окремими населеними пунктами вони стали між 1-м квітнем 1934 року то 1-м квітнем 1935 року. В селах були однокласні українські та польські школи. Села знищені після Другої Світової Війни.
На початку 19 ст. в 30-і роки за 2 км. На захід від села Явче виникло село Межигаї. Сама назва селища походить від місця розташування цього поселення, бо поселення і нині його оточують з двох сторін ліси (гаї).
У 1939 році в селі проживало 1490 мешканців (1410 українців, 10 поляків, 50 латинників, 20 євреїв), у Городькові — 370 мешканців (80 українців, 205 поляків, 80 польських колоністів, 5 латинників), у Радванові — 500 мешканців (110 українців, 265 поляків, 120 польських колоністів, 5 латинників).
За даними облуправління МГБ у 1949 р. в Букачівському районі підпілля ОУН найактивнішим було в селах Колоколин, Васючин, Княгиничі, Помонята і Явче.

### Сучасний стан
В селищі нараховується 480 жителів. В селі є дерев'яна церква Св. Дмитра 1897
12 червня 2020 року, відповідно до Розпорядження Кабінету Міністрів України  № 714-р «Про визначення адміністративних центрів та затвердження територій територіальних громад Івано-Франківської області», увійшло до складу Рогатинської міської громади.
19 липня 2020 року, в результаті адміністративно-територіальної реформи та ліквідації Рогатинського району, село увійшло до складу новоутвореного Івано-Франківського району.

### Відомі люди

#### Народилися
- Остап Каратницький (псевдо «Морський», 1908—1945) — заступник командира Воєнної Округи УПА «Маківка».
- Левицький Михайло Васильович (1891—1933) — український дипломат, партійний діяч.
- Лукаш Солецький (1827—1900) — польський церковний діяч, професор і ректор Львівського університету, римо-католицький Перемишльський єпископ.

#### Померли
- Іванило Михайло — окружний провідник ОУН Рогатинщини, лицар Срібного хреста заслуги УПА.